# Valdería
Valdería (en asturlleonès La Valdeiría) és una comarca situada al sud-oest de la província de Lleó (Castella i Lleó). Està recorreguda pel riu Eria, que li dona el seu nom que neix en la serra del Teleno i desemboca a l'Órbigo en la província de Zamora. Comprèn els municipis de Castrocontrigo, Castrocalbón i San Esteban de Nogales en la part de la província de Lleó.

## Municipis
- Castrocontrigo
- Castrocalbón
- San Esteban de Nogales

## Característiques
Ha estat una comarca eminentment agrícola i ramadera amb cultius de regadiu en les vegas de la vall i de secà en les forests i en els altiplans al·luvials. En estar en una zona de transició entre la muntanya i el pla de la Meseta, fa que els seus paisatges siguin variats i atractius. Té bona riquesa cinegètica de les seves forests i piscícola en les clares aigües del riu Eria. Va ser senyoriu dels Ponce de Cabrera i Alba d'Aliste. Presenta una llarga i interessant història com es pot veure en restes arqueològics i en el Museu de Castrocalbón.